# Ludwiczyn
Ludwiczyn – przysiółek w Polsce położony w województwie wielkopolskim, w powiecie kępińskim, w gminie Perzów. Miejscowość wchodzi w skład sołectwa Miechów.
W latach 1975–1998 miejscowość administracyjnie należała do województwa kaliskiego.